# Isoluxdiagramm
Ein Isoluxdiagramm (von griechisch iso „gleich“ und diagramma „geometrische Figur“ und lateinisch lux „Licht“) zeigt die Helligkeitsverteilung auf einer Fläche. Dazu werden Punkte gleicher Lichtstärke/Helligkeit (Isoluxen/Isophoten) mit Isolinien verbunden.
Isoluxdiagramme werden für die Beleuchtungsplanung eingesetzt. Bei der Entwicklung von Leuchten und Leuchtmitteln wird eine gewünschte Helligkeitsverteilung und Stärke für einen Einsatzzweck angestrebt. Mit dem Isoluxdiagramm lässt sich nun die Eignung eines Leuchtmittels oder einer Leuchte für den Einsatzzweck durch den Beleuchtungsplaner prüfen.